# وين ما نطقها عوية (مسرحية)
بوين ما نطقها عوية، مسرحية كوميدية كويتية اجتماعية, من بطولة سعاد علي وعلي الغرير ومنى شداد وأحمد مبارك وابتسام عبد الله وأمين الصائغ.